# Джим Сенсенбреннер
Френк Джеймс «Джим» Сенсенбреннер-молодший (англ. Frank James «Jim» Sensenbrenner, Jr.; нар. 14 червня 1943, Чикаго, Іллінойс) — американський політик-республіканець, представляє штат Вісконсин у Палаті представників США з 1979.
У 1965 він закінчив Стенфордський університет, а у 1968 — Школу права Університету Вісконсин-Медісон. Працював адвокатом, входив до Державних зборів Вісконсину з 1969 по 1975 і Сенату штату з 1975 по 1979.
Сенсенбреннер у 1998 був одним з ініціаторів імпічменту Біллу Клінтону через скандал з Левінські. Голова наукового комітету Палати з 1997 по 2001 і Комітету з юстиції з 2001 по 2007.
Одружений, має двоє синів.